# Le Vésinet
Le Vésinet is een gemeente in Frankrijk in het departement Yvelines. De gemeente telde 15.712 inwoners op 1 januari 2022. Le Vésinet maakt onderdeel uit van de agglomeratie van Parijs. Het ligt ten westen van het centrum van Parijs. 
De gemeente is in 1875 opgericht door afsplitsing van delen van de omringende gemeenten. Door ruilverkaveling is het vroegere bosgebied Forêt du Vésinet verstedelijkt. Er is daarna veel aan gedaan om er natuur in aan te leggen. Er liggen twee stations: Le Vésinet-Centre en Le Vésinet - Le Pecq.

## Geografie
De gemeente ligt in de Boucle de Montesson, een grote meander in de Seine. De Seine draait in een lange bocht om Le Vésinet, maar de plaats ligt nergens inderdaad aan de Seine.
De onderstaande kaart toont de ligging van Le Vésinet met de belangrijkste infrastructuur en aangrenzende gemeenten.

## Demografie
Onderstaande figuur toont het verloop van het inwonertal, bron: INSEE-tellingen. 

## Stedenband
- Oakwood
- Outremont
- Unterhaching
- Villanueva de la Cañada
- Worcester

## Geboren
- Emmanuel Berl 1892-1976, schrijver, journalist en historicus
- Jean-Louis Barrault 1910-1994, acteur, regisseur en theaterdirecteur
- Michiel Meurs 1950, Nederlands topfunctionaris
- Pauline Meurs 1953, Nederlands hoogleraar en PvdA-politicus